# بنتيوم (الإصدار الأول)
بنتيوم أو بنتيوم بي 5 هو معالج صغري طرحته شركة إنتل لأول مرة في 22 مارس (آذار) عام 1993. وهو أول وحدة معالجة مركزية تستخدم علامة بنتيوم التجارية، ويُعتبر هذا الإصدار هو الجيل الخامس من سلسلة المعالجات المتوافقة مع معيار إكس 86 (8086)، خلفًا لمعالج إنتل 80486، وقد سُميت بنيته الدقيقة داخليًا باسم بي 5.
يتوافق معالج بنتيوم مع مجموعة تعليمات معالج إنتل 80386 من فئة 32 بت، مثله في ذلك مثل معالج إنتل 80486، كما يستخدم بنية دقيقة مشابهة جدًا للبنية الدقيقة لمعالج معالج إنتل 80486، ولكنه مُوسّع بما يكفي لتطبيق تصميم خط أنابيب تعليمات صحيح مزدوج، كما يتمتع بوحدة فاصلة عائمة أكثر تطورًا، والتي لُوحظ أنها أسرع بعشر مرات من سابقتها.
حلَّ ألإصدار بنتيوم برو من بنتيوم محلَّ الإصدار الأول من معالج بنتيوم في نوفمبر (تشرين الثاني) 1995. وفي أكتوبر (تشرين الأول) 1996، طرحت شركة إنتل إصدارًا ثالثا تحت اسم بنتيوم إم إم إكس مُكمِّلاً البنية الدقيقة الأساسية نفسها لبنتيوم الأصلي، مع مجموعة تعليمات إم إم إكس، وذاكرة تخزين مؤقتة أكبر، وبعض التحسينات الأخرى. وفي أوائل عام 2000، أوقفت شركة إنتل إنتاج معالجات بنتيوم بي 5، التي كانت تُباع بأسعار أرخص منذ إصدار بنتيوم 2 عام 1997، بعد أن حل إصدار بنتيوم 2 محل معالح بنتيوم الأصلي، كما حل معالج سيليرون محلَّ العلامة التجارية 80486 أيضًا.

## التطوير
كان فريقا يضم العشرات من مهندسي سانتا كلارا، والذين سبق لهم تصميم معالجي إنتل 80386 وإنتل 80486 هو نفسه الذي صمم البنية الدقيقة لمعالج بنتيوم بي 5. بدأ الفريق العمل على التصميم عام 1989 باستخدام بنية الحوسبة بمجموعة تعليمات منخفضة فائقة التدرج، والتي قاربت بين تقنيتي الحوسبة بمجموعة تعليمات مخفضة والحوسبة بمجموعة تعليمات معقدة، كما استخدم الفريق ذاكرة تخزين مؤقت على الشريحة، وفاصلة عائمة، وتنبؤ بالفروع. جرت محاكاة التصميم الأولي للمعالج بنجاح لأول مرة عام 1990، تلا ذلك مراحل وضع التصميم، ثم تسجيل التصميم، وتنفيذه على السيليكون في أبريل (نيسان) 1992، ثم إجراء الاختبار التجريبي له. وبحلول منتصف عام ١٩٩٢ تضاعف عدد مهندسي فريق تطوير بنتيوم بي 5 ليضم ٢٠٠ مهندسًا. خططت إنتل في البداية لعرض معالج بنتيوم بي 5 في يونيو (حزيران) ١٩٩٢ في معرض بي سي إكسبو التجاري، والإعلان رسميًا عن المعالج في سبتمبر (أيلول) ١٩٩٢، ولكن حدثت بعض المشكلات في التصميم مما أجبر الشركة على إلغاء العرض، وتأجل طرح المعالج رسميًا حتى ربيع عام ١٩٩٣. كان عالم الحاسب جون هـ. كروفورد، كبير المهندسين في فريق تطوير معالج إنتل ٣٨٦ الرئيسي، أحد المشاركين في إدارة تصميم بنتيوم بي 5، إلى جانب دونالد ألبرت، الذي أدار فريق تصميم بنية المعالج، وأدار درور أفون تصميم وحدة الفاصلة العائمة، بينما كان فينود ك. دام هو المدير العام لفريق تطوير بنتيوم بي 5. اعتمدت بنية المعالج على شريحة لارابي متعددة الأنوية من إنتل باستخدام نواة معالج مشتقة من نواة بي 5، معززة بتقنية تعدد الخيوط، وتعليمات 64 بت، ووحدة معالجة متجهية بعرض 16 بايت. كما استخدمت بنية بونيل الدقيقة منخفضة الطاقة من إنتل، والمستخدمة في أنوية معالجات أتوم المبكرة، خط أنابيب مزدوجًا للتعليمات مشابهًا لنواة بي 5. استخدمت إنتل اسم بنتيوم بدلًا من 586، بعدما خسرت في عام 1991 نزاعًا فضائيا على حق ملكية العلامة التجارية "386" فقد قرر القضاء بأن الرقم عام وغير مملوك للشركة، فاستعانت إنتل بشركة ليكسيكون براندينج لابتكار اسم جديد غير رقمي لمعالجها الجديد.
صُمّم معالج بنتيوم لتنفيذ أكثر من 100 مليون تعليمة في الثانية الواحدة، وكان طراز 75 ميجاهرتز قادرًا على الوصول إلى 126.5 تعليمة في الثانية الواحدة في معايير معينة. في المعايير الشائعة، عادةً ما كانت بنية بنتيوم تقدم أداءا أقل بقليل من ضعف أداء معالج إنتل 80486 لكل دورة ساعة، وكانت أسرع أجزاء المعالج إنتل 80486 (مع بنية دقيقة محسنة قليلاً وتشغيل 100 ميجاهرتز) قوية تقريبًا مثل الجيل الأول من معالجات بنتيوم، وكانت معالجات إي إم 5 إكس 86 التي قدمتها شركة إي إم دي، والتي على الرغم من اسمها لم تكن في الواقع سوى وحدة معالجة مركزية من فئة 486، مساوية تقريبًا لمعالج بنتيوم 75 فيما يتعلق بأداء وحدة الحساب المنطقية النقية.

## نظرة عامة
يُعد الإصدار الأول من معالج بنتيوم، أو ما كان يُعرف باسم بنتيوم بي 5، هو أول معالج إكس 86 فائق التدرج، ما يعني أنه كان قادرًا في كثير من الأحيان على تنفيذ تعليمتين في نفس الوقت. استندت بعض التقنيات المستخدمة لتحقيق ذلك إلى معالج إنتل 80960 فائق التدرج الأقدم، والذي طُرح لأول مرة في عام 1989، وعلى الرغم من ابتكار تفاصيل أخرى خصيصًا لتصميم بي 5، فقد نسخت أجزاء كبيرة من معالجي إنتل80386 وإنتل 80486، ولاسيما الاستراتيجيات المستخدمة للتعامل مع ترميزات إكس 86 المعقدة بطريقة خطية. وكما هو الحال في إنتل 80486، فقد استخدم بنتيوم نظامًا مُحسَّنًا للترميز الدقيق وتقنيات شبيهة بتقنيات الحوسبة باستخدام مجموعة تعليمات مخفضة، وذلك حسب التعليمة أو جزء منها. كان بعض الأكاديميين ومنافسي الحوسبة باستخدام مجموعة تعليمات مخفضة قبل ذلك يعتقدون باستحالة تطبيق تصميم خط أنابيب التعليمات المزدوج لمجموعة تعليمات حاسوبية معقدة.
كان من الميزات الرئيسية الأخرى التي تمتع بها معالج بنتيوم بي 5 أيضًا امتلاكه وحدة معالجة فاصلة عائمة مُعاد تصميمها مما جعلها أسرع بكثير، وناقل بيانات واسع من فئة 64 بت (خارجي وداخلي)، وذاكرة تخزين مؤقتة منفصلة للترميزات والبيانات، إلى جانب العديد من التقنيات والميزات الأخرى لتحسين الأداء. كما تميز معالج بي 5 أيضًا بدعم أفضل للمعالجات المتعددة مقارنةً بمعالج إنتل 80486، وهو أول معالج إكس 86 يدعمه عتاد مشابه لأجهزة حواسب آي بي إم المركزية بعد أن تعاونت شركة إنتل مع شركة آي بي إم لتحديد هذه الإمكانية، كما صممتها في بنية بي 5 المصغرة. كانت هذه الإمكانية غائبة في الأجيال السابقة من معالجات إكس 86 التي قدمتها إنتل، ومعالجات إكس 86 من الشركات المنافسة. وللاستفادة من خطوط أنابيب التعليمات المزدوجة بكامل إمكاناتها، عملت إنتل على تحسين بعض المُجمّعات للاستفادة بشكل أفضل من التوازي على مستوى التعليمات، على الرغم من أن إعادة التجميع لن تفيد جميع التطبيقات بشكل كبير. ومع ذلك، حسّنت وحدة المعالجة المركزية الأسرع أداء المعالجة الفاصلة العائمة بشكل ملحوظ، مقارنةً بمعالجي إنتل 80486 وإنتل 80387. أنفقت شركة إنتل مواردها في العمل مع موردي أدوات التطوير، وموردي البرامج المستقلين، وشركات أنظمة التشغيل لتحسين منتجاتها.

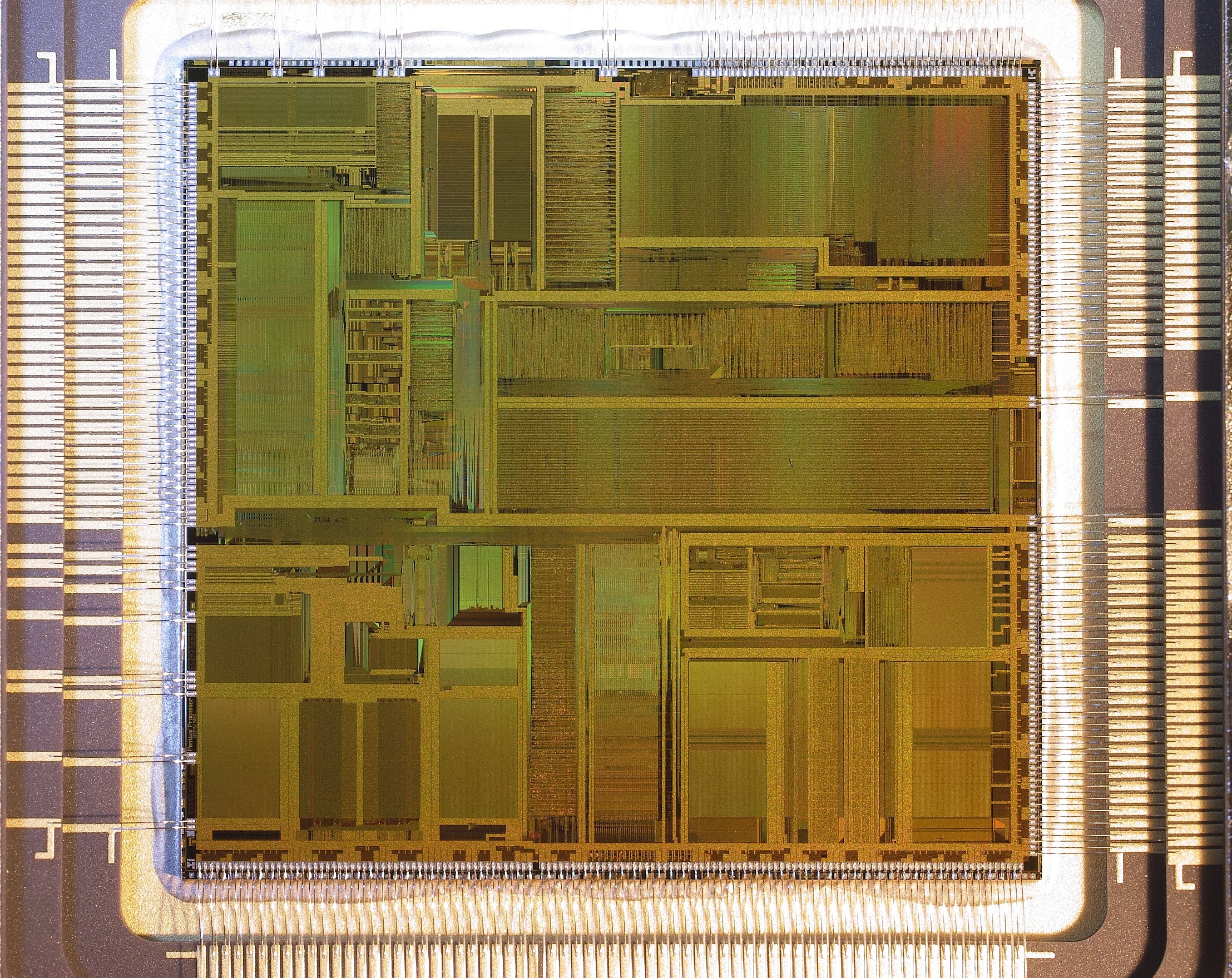
صورة لشريحة معالج إنتل بنتيوم إي80501 بسرعة 66 ميجاهرتز إس إكس 950

كان من أبرز المُعالجات التي نافست معالج بنتيوم بي 5، معالج باور بي سي 601 الذي طُرح عام 1993، ومعالج سوبرسبارك الذي طُرح عام 1992، ومعالج ألفا 21064 الذي طُرح عام 1992، ومعالج إي إم دي إي إم29000 الذي طُرح عام 1990، ومعالج موتورولا 88000 الذي طُرح عام 1991، ومعالج موتورولا 68060 الذي طُرح عام 1994، والتي استخدم معظمها أيضًا تكوين خط أنابيب مزدوج التعليمات بالترتيب الفائق السرعة، بالإضافة إلى معالجات موتورولا 68040 التي طُرحت عام 1990، ومعالجات آر 4000 التي طُرحت عام 1991.

## الإصدارات والنوى
كان الإصدار الأول من بنتيوم هو المعالج الدقيق الرئيسي لشركة إنتل لأجهزة الحواسب الشخصية خلال منتصف عقد التسعينيات من القرن العشرين، ثم أُعيد تطبيق التصميم الأصلي في عمليات أحدث، وأُضيفت إليه ميزات جديدة للحفاظ على تنافسيته، واستهداف أسواق محددة مثل أجهزة الحواسب المحمولة. ونتيجةً لذلك، ظهرت عدة إصدارات من بنية بنتيوم بي 5 الدقيقة.

### نواة بي 5

البنية الدقيقة لمعالج بنتيوم من إنتل

أُطلق على أول نواة لمعالج بنتيوم الدقيق الاسم الرمزي بي 5. وكان رمز المنتج الخاص به هو 80501. وكان هناك نسختان من المعالج بي 5، مخصصتان للعمل عند 60 ميجاهرتز و66 ميجاهرتز على التوالي، باستخدام المقبس 4. قُدم هذا الإصدار الأول من بنتيوم باستخدام عامل شكل بي جي إيه مكون من 273 سنًا يسمح بتشغيله على مصدر طاقة ذو جهد 5 فولت. واستنادا إلى متطلبات توافق منطق الترانزستور-الترانزستور المعتادة، احتوت بنية بنتيوم بي 5 على 3.1 مليون ترانزستور وبلغت أبعاده 16.7 مم × 17.6 مم على مساحة 293.92 مم2. صُنّع معالج بنتيوم بي 5 من خلال عملية تصنيع 800 نانومترباستخدام تقنية سيموس ثنائي القطب لشبه موصل معدني-أكسيد. أدى التصميم الذي يحتاج إلى جهد 5 فولت إلى جعل المعالج ذو استهلاك مرتفع نسبيًا للطاقة لتردد التشغيل الخاص به عند مقارنته بالنماذج اللاحقة له مباشرة.

### نواة بي 54 سي

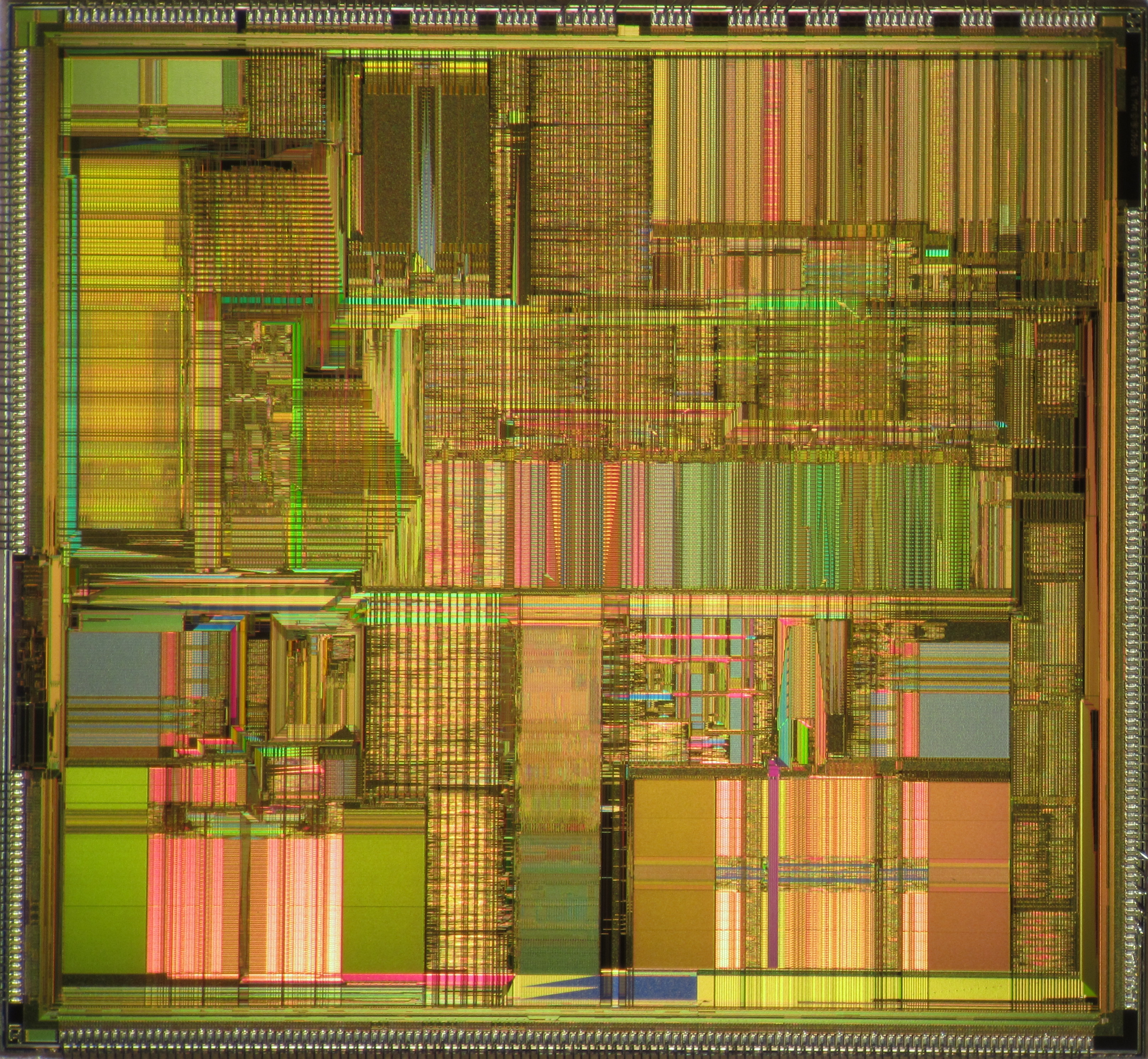
معالج بنتيوم بي 54 سي

أتبع طرح نواة بي 5 بإصدار جديد من معالج بنتيوم في عام 1994، وهو معالج بنتيوم من نواة بي 54 سي، والذي طُرح بعدة إصدارات مخصصة للعمل عند 75 أو 90 أو 100 ميجاهرتز باستخدام مصدر طاقة ذو جهد 3.3 فولت، ومن خلال المقبس 5. كان بي 45 سي هو أول معالج من معالجات بنتيوم يعمل عند 3.3 فولت، مما يقلل من استهلاك الطاقة، ولكنه استلزم تنظيم الجهد على اللوحات الرئيسية. وكما هو الحال مع معالجات 486 ذات الساعة الأعلى، فقد استخدم مضاعف ساعة داخلي للسماح للدوائر الداخلية بالعمل بتردد أعلى من ناقل العنوان والبيانات الخارجي، حيث يكون من الأكثر تعقيدًا وصعوبة زيادة التردد الخارجي. كما سمح هذا الإصدار أيضًا بمعالجة متعددة ثنائية الاتجاه، وتمتع بمراقب قطع محلي متكامل قابل للبرمجة المتقدمة إلى جانب ميزات جديدة لإدارة الطاقة. احتوى المعالج على 3.3 مليون ترانزستور وبلغت مساحته 163 ملليمتر مربع. صنع معالج بي 54 سي من خلال عملية تصنيع 500 نانومتر أو 600 نانومتر باستخدام تقنية سيموس ثنائية القطب.

### بي 54 سي كيو إس
طُرح معالج بي 54 سي كيو إس من بنتيوم في أوائل عام 1995، والذي كان يعمل بتردد 120 ميجاهرتز. صُنع معالج بي 54 سي كيو إس من خلال عملية تصنيع 350 نانومتر باستخدام تقنية سيموس ثنائية القطب، وكان أول معالج دقيق تجاري يتم تصنيعه باستخدام عملية 350 نانومتر. حوى المعالج عدد ترانزستورات مطابقا لعدد الترانزستورات في المعالج بي 54 سي، وعلى الرغم من استخدام أحدث تقنية تصنيع في ذلك الوقت، إلا أن كلا المعالجين كان لهما مساحة قالب متطابقة أيضًا. كانت شريحة المعالج بي 54 سي كيو إس تتصل بالعبوة باستخدام الربط السلكي، والذي يسمح فقط بالتوصيلات على طول حواف الشريحة. وبالتالي كانت الشريحة الأصغر ستتطلب إعادة تصميم العبوة، حيث يوجد حد لطول الأسلاك وستكون حواف الشريحة أبعد عن الوسادات الموجودة على العبوة، فكان الحل هو الحفاظ على حجم الشريحة بنفس الحجم، والاحتفاظ بحلقة الوسادة الموجودة، والاكتفاء بتقليل حجم الدوائر المنطقية لمعالج بنتيوم فقط لتمكينها من تحقيق ترددات ساعة أعلى.

### بي 54 سي إس
كان معالج بي 54 سي إس هو الإصدار اللاحق مُباشرةً لمعالج بي 54 سي كيو إس. صُنع معالج بي 54 سي إس من خلال عملية تصنيع 350 نانومتر باستخدام تقنية سيموس ثنائية القطب، وكان يتصل من خلال المقبس 7 مع أربعة مستويات من التوصيل، ويعمل بترددات 133 و150 و166 و200 ميجاهرتز.

### بي 24 تي
صدر معالج بنتيوم أوفردرايف بي 24 تي لأنظمة 486 في عام 1995، وكان يعتمد على إصدارات 3.3 فولت و600 نانومتر بتردد ساعة 63 أو 83 ميجاهرتز. ولأن هذه الإصدارات استخدمت المقبس 2/3، فقد كان لا بد من إجراء بعض التعديلات لتعويض أداء ناقل البيانات 32 بت وذاكرة التخزين المؤقت من المستوى 2 الأبطأ على اللوحة الأم 486. ولهذا السبب طرح الإصدار معززا بذاكرة تخزين مؤقتة من المستوى الأول بحجم 32 كيلوبايت (ضعف تلك الموجودة في وحدات المعالجة المركزية بنتيوم التي سبقت بنتيوم 55 سي).

### بي 55 سي

البنية الدقيقة لمعالج بنتيوم بي سي

كان مركز إنتل للبحث والتطوير في مدينة حيفا بإسرائيل هو من تولى تطوير الإصدار بي 55 سي من معالج بنتيوم، والذي طُرح في الأسواق تحت اسم معالج بنتيوم بتقنية إم إم إكس، ورغم أنه كان مبنيًا على نواة بي ، إلا أنه تضمّن مجموعة جديدة من 57 تعليمة إم إم إكس تهدف إلى تحسين الأداء في مهام الوسائط المتعددة، مثل ترميز وفك ترميز بيانات الوسائط الرقمية. قُدم بنتيوم إم إم إكس للمرة الأولى في 22 أكتوبر (تشرين الأول) 1996، وأُطلِق رسميا في يناير (كانون الثاني) 1997.

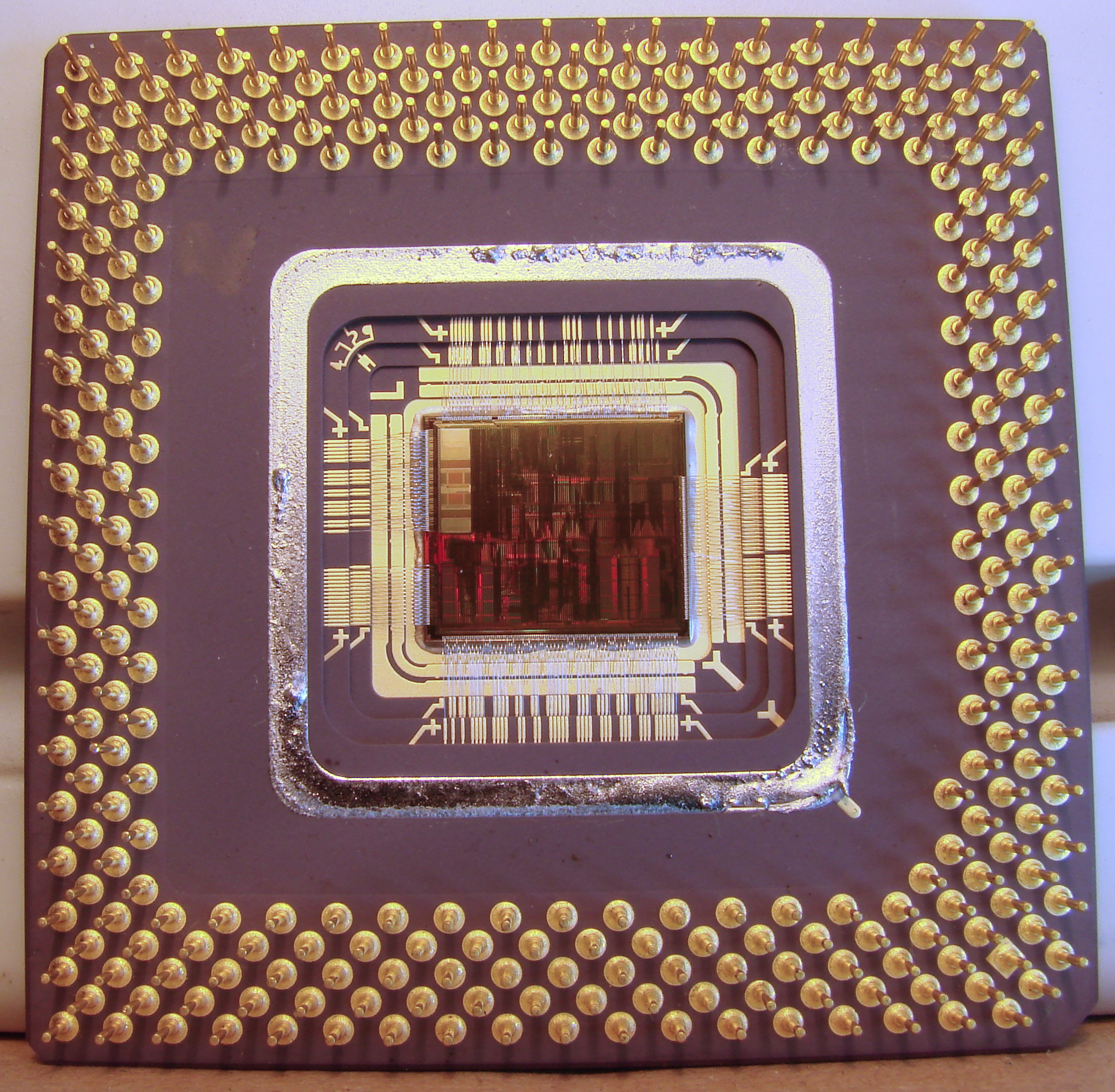
معالج بنتيوم إم إم إكس بتردد ساعة 166 ميجاهرتز بدون غطاء

عملت التعليمات الجديدة على أنواع بيانات جديدة عبارة عن متجهات مُعبأة بطول 64 بت، إما لثمانية أعداد صحيحة بطول 8 بت، أو أربعة أعداد صحيحة بطول 16 بت، أو عددين صحيحين بطول 32 بت، أو عدد صحيح واحد بطول 64 بت. فعلى سبيل المثال، تضيف تعليمة PADDUSB (إضافة بايت مشبع غير مُوَقّع) متجهين، يحتوي كل منهما على ثمانية أعداد صحيحة غير مُوَقّعة بطول 8 بت، على أساس كل عنصر. كل إضافة من شأنها تجاوز الحد الأقصى تُشبع، مما يُنتج 255، وهي أقصى قيمة غير موقعة يُمكن تمثيلها بالبايت. تتطلب هذه التعليمات المتخصصة عادةً ترميزًا خاصًا من المبرمج لكي يتمكن من استخدامها.
ومن بين التغييرات الأخرى التي أدخلت على نواة المعالج استبدال خط أنابيب التعليمات المكون من 5 مراحل في بي 5 بخط أنابيب تعليمات مكون من 6 مراحل، وإضافة مكدس إرجاع كان قد استخدم لأول مرة على معالج سيركس 6إكس86، بالإضافة إلى توفير توازي أفضل، وفك تشفير مُحسّن للتعليمات، وذاكرة تخزين مؤقتة للبيانات من المستوى الأول بسعة 16 كيلوبايت مع ذاكرة تخزين مؤقتة للتعليمات من المستوى الأول بسعة 16 كيلوبايت، وارتباط رباعي الاتجاهات (بدلًا من استخدام ذاطرة تخزين مؤقتة بسعة 8 كيلوبايت من بيانات/تعليمات المستوى الأول مع ارتباط ثنائي الاتجاه في بي 5)، و4 مخازن مؤقتة للكتابة يُمكن الآن استخدامها بواسطة أي من خطي الأنابيب (بدلا من مخزن واحد مُقابل لكل خط أنابيب في بي 5)، ومتنبئ فرع مُحسّن مأخوذ من معالج بنتيوم برو، مع مخزن مؤقت بسعة 512 إدخالًا (بدلا من 256 إدخالًا في بي 5). احتوى معالج بي 55 سي على 4.5 مليون ترانزستور موزعة على مساحته 140 ملليمتر مربع، وقد صنع من خلال عملية تصنيع 280 نانومتر باستخدام تقنية سيموس ثنائية القطب، وبنفس خطوات المعدن مثل عملية 350 نانومتر باستخدام تقنية سيموس ثنائية القطب السابقة، لذلك حددت شركة إنتل عمليه تصنيعه باعتبارها 350 نانومتر نظرًا لكثافة الترانزستورات المماثلة. تحتوي العملية على أربعة مستويات من التوصيل.
ظل معالج بي 55 سي متوافقًا مع المقبس 7، ومع هذا فإن متطلبات جهد تشغيل الشريحة كانت تختلف عن مواصفات المقبس 7 القياسية مما جعل معظم اللوحات الأم المصنعة للمقبس 7 قبل إنشاء معيار بي 55 سي غير متوافقة مع سكة الجهد المزدوجة المطلوبة للتشغيل السليم لوحدة المعالجة المركزية تلك (جهد النواة 2.8 فولت، جهد الإدخال/الإخراج 3.3 فولت). عالجت شركة إنتل هذه المشكلة من خلال مجموعات ترقية أوفردرايف التي تضمنت إضافة فاصلًا مع تنظيم الجهد الخاص به.

### تيلاموك
استخدمت معالجات بنتيوم إم إم إكس المحمولة وحدة متنقلة تحمل وحدة المعالجة المركزية. كانت هذه الوحدة عبارة عن لوحة دوائر مطبوعة متصلة مباشرةً بوحدة المعالجة المركزية بحجم أصغر. كانت الوحدة تُثبّت على اللوحة الأم للحاسوب المحمول، وعادةً ما كان يُثبّت مشتت حراري متصل بها. أما في معالج تيلاموك الذي صنع بتقنية 250 نانومتر، فقد كانت الوحدة تحمل أيضًا مجموعة شرائح من طراز 430 تي إكس، بالإضافة إلى ذاكرة التخزين المؤقت ذات الوصول العشوائي الساكنة بسعة 512 كيلوبايت.

## الإصدارات والترقيات
| | | | | | | | | | | | |                                                                                           |                                                                                           |                                                                                           |                                                                                           |                                                                                           |                                                                                           |                                                                                           |                                                                                           |                                                                                           |                                                                                           |                                                                                           |
| اسم الإصدار | بي 5 | بي 5 | بي 54 سي | بي 54 سي | بي 54 سي | بي 54 سي | بي 54 سي/بي 54 سي كيو إس | بي 54 سي إس | بي 54 سي إس | بي 54 سي إس | بي 54 سي إس | بي 55 سي                                                                                  | بي 55 سي                                                                                  | بي 55 سي                                                                                  | بي 55 سي                                                                                  | بي 55 سي                                                                                  | بي 55 سي                                                                                  | تيلاموك                                                                                   | تيلاموك                                                                                   | تيلاموك                                                                                   | تيلاموك                                                                                   | تيلاموك                                                                                   |
| رمز المنتج | 80501 | 80501 | 80502 | 80502 | 80502 | 80502 | 80502 | 80502 | 80502 | 80502 | 80502 | 80503                                                                                     | 80503                                                                                     | 80503                                                                                     | 80503                                                                                     | 80503                                                                                     | 80503                                                                                     | 80503                                                                                     | 80503                                                                                     | 80503                                                                                     | 80503                                                                                     | 80503                                                                                     |
| تقنية التصنيع | 800 نانومتر | 800 نانومتر | 600 نانومتر/350 نانومتر | 600 نانومتر/350 نانومتر | 600 نانومتر/350 نانومتر | 600 نانومتر/350 نانومتر | 600 نانومتر/350 نانومتر | 350 نانومتر | 350 نانومتر | 350 نانومتر | 350 نانومتر | 350 نانومتر (استبدلت لاحقا بتقنية 280 نانومتر)                                            | 350 نانومتر (استبدلت لاحقا بتقنية 280 نانومتر)                                            | 350 نانومتر (استبدلت لاحقا بتقنية 280 نانومتر)                                            | 350 نانومتر (استبدلت لاحقا بتقنية 280 نانومتر)                                            | 350 نانومتر (استبدلت لاحقا بتقنية 280 نانومتر)                                            | 350 نانومتر (استبدلت لاحقا بتقنية 280 نانومتر)                                            | 250 نانومتر                                                                               | 250 نانومتر                                                                               | 250 نانومتر                                                                               | 250 نانومتر                                                                               | 250 نانومتر                                                                               |
| مساحة الشريحة (بالملليمتر المربع) | 293.92 (16.7 x 17.6 ملليمتر) | 293.92 (16.7 x 17.6 ملليمتر) | 148 @ 600 نانومتر / 91 (أصبحت لاحقًا 83) @ 350 ملليمتر                                                                                    | 148 @ 600 نانومتر / 91 (أصبحت لاحقًا 83) @ 350 ملليمتر                                                                                    | 148 @ 600 نانومتر / 91 (أصبحت لاحقًا 83) @ 350 ملليمتر                                                                                    | 148 @ 600 نانومتر / 91 (أصبحت لاحقًا 83) @ 350 ملليمتر                                                                                    | 148 @ 600 نانومتر / 91 (أصبحت لاحقًا 83) @ 350 ملليمتر                                                                                    | 91 (أصبحت لاحقًا 83) | 91 (أصبحت لاحقًا 83) | 91 (أصبحت لاحقًا 83) | 91 (أصبحت لاحقًا 83) | 141 @ 350 نانومتر / 128 @ 280 نانومتر                                                     | 141 @ 350 نانومتر / 128 @ 280 نانومتر                                                     | 141 @ 350 نانومتر / 128 @ 280 نانومتر                                                     | 141 @ 350 نانومتر / 128 @ 280 نانومتر                                                     | 141 @ 350 نانومتر / 128 @ 280 نانومتر                                                     | 141 @ 350 نانومتر / 128 @ 280 نانومتر                                                     | 94.47 (9.06272 x 10.42416 ملليمتر)                                                        | 94.47 (9.06272 x 10.42416 ملليمتر)                                                        | 94.47 (9.06272 x 10.42416 ملليمتر)                                                        | 94.47 (9.06272 x 10.42416 ملليمتر)                                                        | 94.47 (9.06272 x 10.42416 ملليمتر)                                                        |
| عدد الترانزستورات | 3.10 مليون | 3.10 مليون | 3.20 مليون | 3.20 مليون | 3.20 مليون | 3.20 مليون | 3.20 مليون | 3.30 مليون | 3.30 مليون | 3.30 مليون | 3.30 مليون | 4.50 مليون                                                                                | 4.50 مليون                                                                                | 4.50 مليون                                                                                | 4.50 مليون                                                                                | 4.50 مليون                                                                                | 4.50 مليون                                                                                | 4.50 مليون                                                                                | 4.50 مليون                                                                                | 4.50 مليون                                                                                | 4.50 مليون                                                                                | 4.50 مليون                                                                                |
| المقبس | مقبس 4 | مقبس 4 | مقبس 5/مقبس 7 | مقبس 5/مقبس 7 | مقبس 5/مقبس 7 | مقبس 5/مقبس 7 | مقبس 5/مقبس 7 | مقبس 7 | مقبس 7 | مقبس 7 | مقبس 7 | مقبس 7                                                                                    | مقبس 7                                                                                    | مقبس 7                                                                                    | مقبس 7                                                                                    | مقبس 7                                                                                    | مقبس 7                                                                                    |                                                                                           |                                                                                           |                                                                                           |                                                                                           |                                                                                           |
| تقنية التوصيل بالعبوة | مصفوفة دبابيس شبكية خزفية/+ مشتت حراري ومروحة ومنظم جهد                                                                                  | مصفوفة دبابيس شبكية خزفية/+ مشتت حراري ومروحة ومنظم جهد                                                                                  | مصفوفة دبابيس شبكية خزفية/مصفوفة دبابيس شبكية خزفية+ مشتت حراري ومروحة ومنظم جهد/ترابط الشريط الآلي*                                     | مصفوفة دبابيس شبكية خزفية/مصفوفة دبابيس شبكية خزفية+ مشتت حراري ومروحة ومنظم جهد/ترابط الشريط الآلي*                                     | مصفوفة دبابيس شبكية خزفية/مصفوفة دبابيس شبكية خزفية+ مشتت حراري ومروحة ومنظم جهد/ترابط الشريط الآلي*                                     | مصفوفة دبابيس شبكية خزفية/مصفوفة دبابيس شبكية خزفية+ مشتت حراري ومروحة ومنظم جهد/ترابط الشريط الآلي*                                     | مصفوفة دبابيس شبكية خزفية/ترابط الشريط الآلي*                                                                                            | مصفوفة دبابيس شبكية خزفية/ترابط الشريط الآلي*                                                                                            | مصفوفة دبابيس شبكية خزفية/ترابط الشريط الآلي*                                                                                            | مصفوفة دبابيس شبكية خزفية/مصفوفة دبابيس شبكية بلاستيكية                                                                                  | مصفوفة دبابيس شبكية بلاستيكية | ترابط الشريط الآلي*                                                                       | ترابط الشريط الآلي*                                                                       | ترابط الشريط الآلي*                                                                       | مصفوفة دبابيس شبكية خزفية/مصفوفة دبابيس شبكية بلاستيكية/ترابط الشريط الآلي*               | مصفوفة دبابيس شبكية خزفية/مصفوفة دبابيس شبكية بلاستيكية/ترابط الشريط الآلي*               | مصفوفة دبابيس شبكية بلاستيكية/ترابط الشريط الآلي*                                         | ترابط الشريط الآلي/ترابط الشريط الآلي على موصل وحدة متنقلة-1                              | ترابط الشريط الآلي/ترابط الشريط الآلي على موصل وحدة متنقلة-1                              | ترابط الشريط الآلي/ترابط الشريط الآلي على موصل وحدة متنقلة-1                              | ترابط الشريط الآلي/ترابط الشريط الآلي على موصل وحدة متنقلة-1                              | ترابط الشريط الآلي/ترابط الشريط الآلي على موصل وحدة متنقلة-1                              |
| تردد الساعة (بالميجاهرتز) | 60 | 66 | 75 | 90 | 100 | 100 | 120 | 133 | 150 | 166 | 200 | 120*                                                                                      | 133*                                                                                      | 150*                                                                                      | 166                                                                                       | 200                                                                                       | 233                                                                                       | 166                                                                                       | 200                                                                                       | 233                                                                                       | 266                                                                                       | 300                                                                                       |
| سرعة المسرى (بالميجاهرتز) | 60 | 66 | 50 | 60 | 50 | 66 | 60 | 66 | 60 | 66 | 66 | 60                                                                                        | 66                                                                                        | 60                                                                                        | 66                                                                                        | 66                                                                                        | 66                                                                                        | 66                                                                                        | 66                                                                                        | 66                                                                                        | 66                                                                                        | 66                                                                                        |
| حجم ذاكرة التخزين المؤقت للمستوى 1 | ذاكرة تخزين مؤقتة للرموز الارتباطية ثنائية الاتجاه بسعة 8 كيلوبايت. ذاكرة تخزين مؤقتة للبيانات الارتباطية ثنائية الاتجاه بسعة 8 كيلوبايت | ذاكرة تخزين مؤقتة للرموز الارتباطية ثنائية الاتجاه بسعة 8 كيلوبايت. ذاكرة تخزين مؤقتة للبيانات الارتباطية ثنائية الاتجاه بسعة 8 كيلوبايت | ذاكرة تخزين مؤقتة للرموز الارتباطية ثنائية الاتجاه بسعة 8 كيلوبايت. ذاكرة تخزين مؤقتة للبيانات الارتباطية ثنائية الاتجاه بسعة 8 كيلوبايت | ذاكرة تخزين مؤقتة للرموز الارتباطية ثنائية الاتجاه بسعة 8 كيلوبايت. ذاكرة تخزين مؤقتة للبيانات الارتباطية ثنائية الاتجاه بسعة 8 كيلوبايت | ذاكرة تخزين مؤقتة للرموز الارتباطية ثنائية الاتجاه بسعة 8 كيلوبايت. ذاكرة تخزين مؤقتة للبيانات الارتباطية ثنائية الاتجاه بسعة 8 كيلوبايت | ذاكرة تخزين مؤقتة للرموز الارتباطية ثنائية الاتجاه بسعة 8 كيلوبايت. ذاكرة تخزين مؤقتة للبيانات الارتباطية ثنائية الاتجاه بسعة 8 كيلوبايت | ذاكرة تخزين مؤقتة للرموز الارتباطية ثنائية الاتجاه بسعة 8 كيلوبايت. ذاكرة تخزين مؤقتة للبيانات الارتباطية ثنائية الاتجاه بسعة 8 كيلوبايت | ذاكرة تخزين مؤقتة للرموز الارتباطية ثنائية الاتجاه بسعة 8 كيلوبايت. ذاكرة تخزين مؤقتة للبيانات الارتباطية ثنائية الاتجاه بسعة 8 كيلوبايت | ذاكرة تخزين مؤقتة للرموز الارتباطية ثنائية الاتجاه بسعة 8 كيلوبايت. ذاكرة تخزين مؤقتة للبيانات الارتباطية ثنائية الاتجاه بسعة 8 كيلوبايت | ذاكرة تخزين مؤقتة للرموز الارتباطية ثنائية الاتجاه بسعة 8 كيلوبايت. ذاكرة تخزين مؤقتة للبيانات الارتباطية ثنائية الاتجاه بسعة 8 كيلوبايت | ذاكرة تخزين مؤقتة للرموز الارتباطية ثنائية الاتجاه بسعة 8 كيلوبايت. ذاكرة تخزين مؤقتة للبيانات الارتباطية ثنائية الاتجاه بسعة 8 كيلوبايت | 16 KB 4-way set associative code cache. 16 KB 4-way set associative write-back data cache | 16 KB 4-way set associative code cache. 16 KB 4-way set associative write-back data cache | 16 KB 4-way set associative code cache. 16 KB 4-way set associative write-back data cache | 16 KB 4-way set associative code cache. 16 KB 4-way set associative write-back data cache | 16 KB 4-way set associative code cache. 16 KB 4-way set associative write-back data cache | 16 KB 4-way set associative code cache. 16 KB 4-way set associative write-back data cache | 16 KB 4-way set associative code cache. 16 KB 4-way set associative write-back data cache | 16 KB 4-way set associative code cache. 16 KB 4-way set associative write-back data cache | 16 KB 4-way set associative code cache. 16 KB 4-way set associative write-back data cache | 16 KB 4-way set associative code cache. 16 KB 4-way set associative write-back data cache | 16 KB 4-way set associative code cache. 16 KB 4-way set associative write-back data cache |
| جهد النواة (بالفولت) | 5.0 | 5.15 | 3.3 2,9* | 3.3 2.9* | 3.3 3.1* 2.9* | 3.3 3.1* 2.9* | 3.3 3.1* 2.9* | 3.3 3.1* 2.9* | 3.3 3.1* 2.9* | 3.3 | 3.3 | 2.2*                                                                                      | 2.45*                                                                                     | 2.45*                                                                                     | 2.8 2.45*                                                                                 | 2.8                                                                                       | 2.8                                                                                       | 1.9 1.8*                                                                                  | 1.8*                                                                                      | 1.9 1.8*                                                                                  | 1.9 2.0*                                                                                  | 2.0*                                                                                      |
| جهد الدخل/الخرج | 5.0 | 5.15 | 3.3 | 3.3 | 3.3 | 3.3 | 3.3 | 3.3 | 3.3 | 3.3 | 3.3 | 3.3                                                                                       | 3.3                                                                                       | 3.3                                                                                       | 3.3                                                                                       | 3.3                                                                                       | 3.3                                                                                       | 2.5                                                                                       | 2.5                                                                                       | 2.5                                                                                       | 2.5                                                                                       | 2.5                                                                                       |
| طاقة التصميم الحرارية القصوى (بالوات) | 14.6 (15.3) | 16.0 (17.3) | 8.0 (9.5) 6.0* (7.3*) | 9.0 (10.6) 7.3* (8.8*) | 10.1 (11.7) 8.0 at 600نانومتر* (9.8 at 600نانومتر*) 5.9 at 35Oنانومتر* (7.6 at 350نانومتر*)                                              | 10.1 (11.7) 8.0 at 600نانومتر* (9.8 at 600نانومتر*) 5.9 at 35Oنانومتر* (7.6 at 350نانومتر*)                                              | 12.8 (13.4) 7.1* (8.8*) | 11.2 (12.2) 7.9* (9.8*) | 11.6 (13.9) 10.0* (12.0*) | 14.5 (15.3) | 15.5 (16.6) | 4.2*                                                                                      | 7.8* (11.8*)                                                                              | 8.6* (12.7*)                                                                              | 13.1 (15.7) 9.0* (13.7*)                                                                  | 15.7 (18.9)                                                                               | 17.0 (21.5)                                                                               | 4.5 (7.4) 4.1* (5.4*)                                                                     | 5.0* (6.1*)                                                                               | 5.5* (7.0*)                                                                               | 7.6 (9.2) 7.6* (9.6*)                                                                     | 8.0*                                                                                      |
| تاريخ الطرح | 22 مارس (آذار) 1993 | 22 مارس (آذار) 1993 | 10 أكتوبر (تشرين الأول) 1994 | 7 مارس (آذار) 1994 | 7 مارس (آذار) 1994 | 7 مارس (آذار) 1994 | 27 مارس (آذار) 1995 | 1995-06-12 | 4 يناير (كانون الثاني) 1996 | 4 يناير (كانون الثاني) 1996 | 10 يونيو (حزيران) 1996 | 20 أكتوبر (تشرين الأول) 1996                                                              | 19 مايو (أيار) 1997                                                                       | 8 يناير (كانون الثاني) 1997                                                               | 8 يناير (كانون الثاني) 1997                                                               | 8 يناير (كانون الثاني) 1997                                                               | 2 يونيو (حزيران) 1997                                                                     | أغسطس (آب) 1997                                                                           | أغسطس (آب) 1997                                                                           | أغسطس (آب) 1997                                                                           | يناير (كانون الثاني) 1998                                                                 | يناير (كانون الثاني) 1999                                                                 |
| * تشير علامة النجمة إلى أن هذه المعالجات كانت متاحة فقط كشرائح لمعالجات بنتيوم المحمولة أو بنتيوم إم إم إكس المحمولة المخصصة لأجهزة الحواسب المحمولة | | | | | | | | | | | |                                                                                           |                                                                                           |                                                                                           |                                                                                           |                                                                                           |                                                                                           |                                                                                           |                                                                                           |                                                                                           |                                                                                           |                                                                                           |

|                                       |                                                          |                                                          |                                                          |                                                          |                                                          |                                                          |             |
| اسم الإصدار                           | P54CTB                                                   | P54CTB                                                   | P54CTB                                                   | P54CTB                                                   | P54CTB                                                   | P54CTB                                                   |             |
| رمز المنتج                            | PODPMT60X150                                             | PODPMT60X150                                             | PODPMT66X166                                             | PODPMT60X180                                             | PODPMT60X180                                             | PODPMT66X200                                             |             |
| تقنية التصنيع                         | 350 نانومتر                                              | 350 نانومتر                                              | 350 نانومتر                                              | 350 نانومتر                                              | 350 نانومتر                                              | 350 نانومتر                                              | 350 نانومتر |
| مقبس التوصيل                          | مقبس 5/مقبس 7                                            | مقبس 5/مقبس 7                                            | مقبس 5/مقبس 7                                            | مقبس 5/مقبس 7                                            | مقبس 5/مقبس 7                                            | مقبس 5/مقبس 7                                            |             |
| تقنية التوصيل بالعبوة                 | مصفوفة دبابيس شبكية خزفية مع مشتت حراري ومروحة ومنظم جهد | مصفوفة دبابيس شبكية خزفية مع مشتت حراري ومروحة ومنظم جهد | مصفوفة دبابيس شبكية خزفية مع مشتت حراري ومروحة ومنظم جهد | مصفوفة دبابيس شبكية خزفية مع مشتت حراري ومروحة ومنظم جهد | مصفوفة دبابيس شبكية خزفية مع مشتت حراري ومروحة ومنظم جهد | مصفوفة دبابيس شبكية خزفية مع مشتت حراري ومروحة ومنظم جهد |             |
| تردد الساعة (بالميجاهرتز)             | 125                                                      | 150                                                      | 166                                                      | 150                                                      | 180                                                      | 200                                                      |             |
| سرعة المسرى (بالميجاهرتز)             | 50                                                       | 60                                                       | 66                                                       | 50                                                       | 60                                                       | 66                                                       |             |
| ترقية لـ                              | بنتيوم 75                                                | بنتيوم 90                                                | بنتيوم 100 وبنتيوم 133                                   | بنتيوم 75                                                | بنتيوم 90، وبنتيوم 120، وبنتيوم 150                      | بنتيوم 100, وبنتيوم 133، وبنتيوم 166                     |             |
| طاقة التصميم الحرارية القصوى (بالوات) | 15.6                                                     | 15.6                                                     | 15.6                                                     | 15.6                                                     | 15.6                                                     | 18                                                       |             |
| جهد النواة (بالفولت)                  | 3.3                                                      | 3.3                                                      | 3.3                                                      | 3.3                                                      | 3.3                                                      | 3.3                                                      |             |

|                                       |                               |                               |                               |                  |                  |                               |                  |
| اسم الإصدار                           | بي 55 سي                      | بي 55 سي                      | تيلاموك                       | تيلاموك          | تيلاموك          | تيلاموك                       | تيلاموك          |
| رمز المنتج                            | FV8050366200                  | FV8050366233                  | FV80503CSM66166               | GC80503CSM66166  | GC80503CS166EXT  | FV80503CSM66266               | GC80503CSM66266  |
| تقنية التصنيع                         | 350 نانومتر                   | 350 نانومتر                   | 250 نانومتر                   | 250 نانومتر      | 250 نانومتر      | 250 نانومتر                   | 250 نانومتر      |
| تردد الساعة (بالميجاهرتز)             | 200                           | 233                           | 166                           | 166              | 166              | 266                           | 266              |
| سرعة المسرى (بالميجاهرتز)             | 66                            | 66                            | 66                            | 66               | 66               | 66                            | 66               |
| تقنية التوصيل بالعبوة                 | مصفوفة دبابيس شبكية بلاستيكية | مصفوفة دبابيس شبكية بلاستيكية | مصفوفة دبابيس شبكية بلاستيكية | شبكة كرات مصفوفة | شبكة كرات مصفوفة | مصفوفة دبابيس شبكية بلاستيكية | شبكة كرات مصفوفة |
| طاقة التصميم الحرارية القصوى (بالوات) | 15.7                          | 17                            | 4.5                           | 4.1              | 4.1              | 7.6                           | 7.6              |
| جهد النواة (بالفولت)                  | 2.8                           | 2.8                           | 1.9                           | 1.8              | 1.8              | 1.9                           | 2.0              |

## المنافسون
بعد طرح إنتل للإصدار الأول من معالج بنتيوم، أعلنت شركات منافسة مثل شركة نيكسجين، وشركة إي إم دي، وشركة سيركس، وشركة تكساس إنسترومنتس عن إطلاقها لمعالجات متوافقة مع بنتيوم عام 1994. صنفت مجلة سي آي أو معالج إن إكس 586 من نيكسجين كأول وحدة معالجة مركزية متوافقة مع معالج بنتيوم، بينما وصفت مجلة مجلة بي سي معالج سيريكس 6 إكس 86 كأول معالج من معالجاتها متوافق مع بنتيوم، ثُم أصدرت شركة إي إم دي بعد ذلك أول معالجاتها المتوافقة مع بنتيوم، وهو معالجها إي إم دي كي 5، والذي تأخر إصداره بسبب صعوبات في التصميم، غير أن شركة إي إم دي اشترت لاحقًا شركة نيكسجين للمساعدة في تصميم إي إم دي كي 6، بينما اشترت شركة ناشونال سيميكونداكتور معالج سيريكس، وحافظت المعالجات اللاحقة من إي إم دي، وإنتل على توافقها مع معالج بنتيوم الأصلي.